# Condylostylus angustipennis
Condylostylus angustipennis är en tvåvingeart som först beskrevs av Friedrich Hermann Loew 1858.  Condylostylus angustipennis ingår i släktet Condylostylus och familjen styltflugor. Inga underarter finns listade i Catalogue of Life.